# Dackel (Torpedo)
Dackel war der Deckname einer Langstreckenversion des Torpedos G7e, der von der deutschen Kriegsmarine während des Zweiten Weltkrieges gegen alliierte Schiffe  eingesetzt wurde. Der elektrisch angetriebene Torpedo erreichte eine Marschgeschwindigkeit von sechs bis neun Knoten. Nach einer vom schießenden Boot eingestellten Gradlaufstrecke (geradeaus) ging der Dackel in eine Schleifenbewegung über, die er bis zu zehn Stunden aufrechterhalten konnte. Die Schleifenbewegung diente dazu, die Trefferwahrscheinlichkeit in einem bestimmten Zielgebiet zu erhöhen, das von Feindschiffen gekreuzt wurde. Nach seiner maximalen Betriebsdauer wurde der Torpedo zur Seemine. Der Dackel  war durch seine Bauweise relativ schwierig zu orten, was ihn zu einem gefährlichen Gegner auf See machte. 
Der Torpedo konnte, mit geringen Modifikationen versehen, auch als Seezielversion T IIId von Schnellbooten abgefeuert werden.

## Technische Daten
- Länge: 10 Meter
- Geschwindigkeit: 6 bis 9 Knoten
- Laufstrecke: ca. 57 km
- Laufzeit: 3,5 Stunden[1]